# Бухарский подковонос
Бухарский подковонос (лат. Rhinolophus bocharicus) — вид летучих мышей из семейства подковоносых (Rhinolophidae). Распространены на территории Туркмении, Узбекистана, Таджикистана, Казахстана, Ирана, Афганистана и Пакистана.

## Местообитания и образ жизни
Приурочены к засушливым предгорьям. Формируют в пещерах и заброшенных шахтах крупные колонии, доходящие до численности в сотни особей. Иногда селятся вместе с летучими мышами других видов — большими подковоносами и остроухими ночницами. Охотятся в сумерках, летая низко над землёй. Рацион представлен преимущественно чешуекрылыми, в меньшей степени — жесткокрылыми и другими насекомыми.
В период вынашивания и вскармливания потомства (весной и летом) самки живут крупными колониями отдельно от самцов. Детёныши появляются на свет с июня по начало июля. После достижения ими самостоятельности колонии объединяются. Спаривание происходит либо сразу после слияния колоний, либо в зимние месяцы.

## Примечание
1. ↑  Кащенко Н. Ф., Акимов М. П. Rhinolohus bocharicus sp. nov. // Ежегодник Зоологического музея АН. — 1917 (1918). — Т. 22, № 1—3. — С. 221—223.
2. ↑  Таджибаева Д. Э., Хабилов Т. К. Новая находка колонии зимующих больших (Rhinolophus ferrumequinum Schreb., 1774) и бухарских (Rhinolophus bocharius Kast. et Akim., 1917) подковоносов на Кураминском хребте в Таджикистане // Известия высших учебных заведений. Поволожский регион. Естественные науки. Биология. — Пензенский государственный университет, 2017. — Т. 17, № 1. — С. 33—38. — doi:10.21685/2307-9150-2017-1-4.
3. 1 2 3  Kruskop S. V., Benda P., Srinivasulu B. Rhinolophus bocharicus. IUCN Red List of Threatened Species (31 августа 2018). Дата обращения: 17 июня 2020. Архивировано 5 мая 2020 года.